# Cona
Cona ist eine Gemeinde mit 2750 Einwohnern (Stand 31. Dezember 2023) in der Metropolitanstadt Venedig der Region Venetien in Italien.
Sie bedeckt eine Fläche von 64 km². Sie besteht aus den Ortsteilen (frazioni)  Cona, Conetta, Cantarana, Monsole, Pegolotte sowie der località Foresto. Der Sitz der Gemeindeverwaltung ist in Pegolotte. Die Nachbargemeinden sind Agna (PD), Cavarzere, Chioggia und Correzzola (PD).